# Jim Ringo
James Stephen Ringo, detto Jim (Orange, 21 novembre 1931 – Virginia Beach, 19 novembre 2007), è stato un giocatore di football americano statunitense che ha giocato nel ruolo di centro nella National Football League (NFL). Al college ha giocato a football alla Syracuse University. È stato inserito nella Pro Football Hall of Fame nel 1981.

## Carriera professionistica

### Green Bay Packers
I Packers scelsero Ringo, considerato ampiamente troppo leggero per il ruolo di centro, nel settimo giro del Draft NFL 1953. Egli tuttavia sfruttò la sua notevole velocità e tecnica per diventare in 15 stagioni di carriera uno degli migliori centri della storia.
Nelle sue prime sei stagioni a Green Bay, i Packers vinsero solo 20 partite su 52 e cambiarono 4 allenatori. Le cose cambiarono drasticamente con l'arrivo di Vince Lombardi nel 1958, coi Packers che vinsero 50 partite su 66 nelle cinque stagioni successive e arrivarono tre volte in finale del campionato NFL, vincendone due. Ringo aveva ottenuto molti riconoscimenti individuali anche prima dell'arrivo di Lombardi, venendo convocato per sette Pro Bowl consecutivi fino al 1967, ma sotto la direzione del leggendario allenatore ebbe ancora più successo, venendo inserito nella formazione ideale della stagione All-Pro dal 1959 al 1963.
La velocità e la mobilità di Ringo si adattavano perfettamente all'attacco di Lombardi e tutte le cinque stagioni, tranne una, in cui il running back, Jim Taylor superò le mille yard stagionali corse (incluso l'allora record di 1.474 nel 1962) giunsero con Ringo come centro.

### Philadelphia Eagles
Nel 1964, Ringo fu scambiato coi Philadelphia Eagles con cui rimase fino al termine della carriera nel 1967 e con cui fu convocato per altri tre Pro Bowl.

## Palmarès
- (2) Campione NFL (1961, 1962)
- (10) Pro Bowl (1957, 1958, 1959, 1960, 1961, 1962, 1963, 1964, 1965, 1967)
- (6) First-team All-Pro (1957, 1959, 1960, 1961, 1962, 1963)
- (3) Second-team All-Pro (1958, 1964, 1966)
- Formazione ideale della NFL degli anni 1960
- Pro Football Hall of Fame (classe del 1981)

## Statistiche
| Partite totali | 187 |